# American Volunteer Group

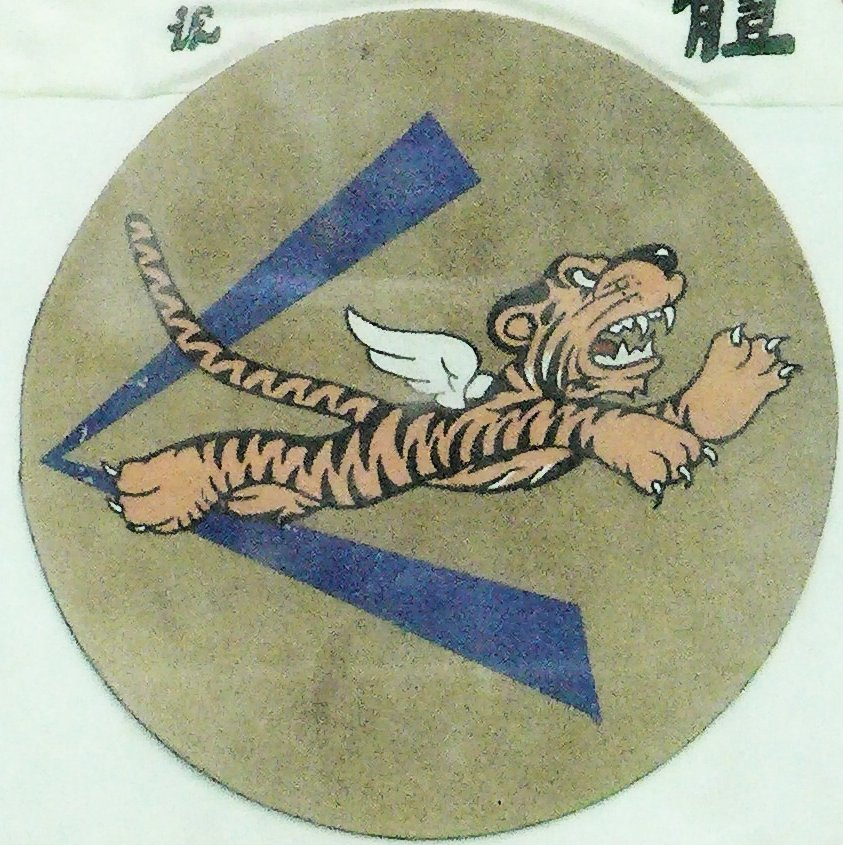
Abzeichen der Flying Tigers

Die American Volunteer Group (auch Flying Tigers) war eine US-amerikanische Fliegerstaffel im Einsatz von April 1941 bis zum 4. Juli 1942, die aus Freiwilligen bestand. Sie wurde 1941 in Kunming (China) vom damaligen Captain Claire Lee Chennault gegründet.
Vorbild dieser Staffel war die erste amerikanische Freiwilligen-Fliegerstaffel in fremden Diensten, die im Ersten Weltkrieg – vor dem Kriegseintritt der USA – für Frankreich fliegende Escadrille La Fayette.
Der Name „Flying Tigers“ entstammt dem chinesischen Kommentar zur Verteidigung von Kunming gegen japanische Bomber und wurde bald offiziell akzeptiert. Die P-40 Tomahawk IIB trugen als Einheitskennzeichen einen springenden Tiger, während sie als „Nose Art“ ein weit aufgerissenes Haifischmaul verwendeten, was später von zahlreichen anderen Staffeln kopiert wurde.

## Geschichte

### Aufstellung

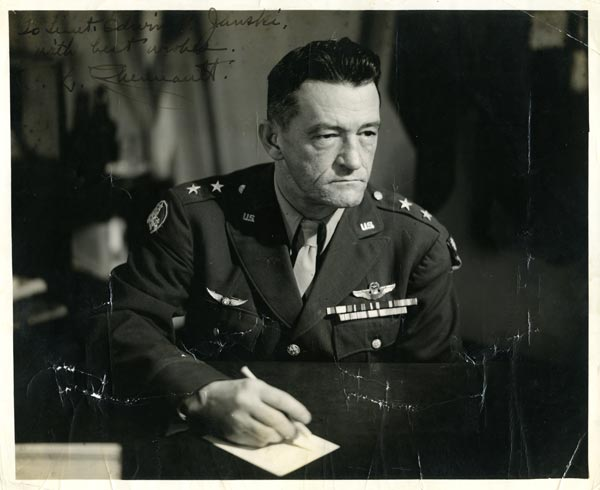
Claire Lee Chennault

Chennault quittierte im April 1937 seinen Dienst im US Army Air Corps und folgte einer Bitte von Song Meiling, der Frau des bekannten Generals und späteren Präsidenten der Republik China, Chiang Kai-shek. Er sollte binnen drei Monaten die chinesischen Flieger begutachten und einen Erweiterungsplan zum Ausbau ihrer Schlagfähigkeit erarbeiten.
Zu dieser Zeit stand China kurz vor dem Ausbruch des Zweiten Japanisch-Chinesischen Kriegs und die Luftwaffe unter dem Einfluss von italienischen und amerikanischen Beratern. Frau Song übernahm auch die Leitung der flugtechnischen Kommission zur Umorganisation der chinesischen Luftwaffe.
Der offizielle Status von Claire Lee Chennault vor seiner Rückkehr in den aktiven Dienst für die United States Army Air Forces im Frühjahr 1942 war ungeklärt. Er selbst sah sich als privater Militärberater für die flugtechnische Kommission. Selbst als er die freiwillige Kampfgruppe in Einsätze führte, war sein offizieller Status „Berater der Zentralbank von China“ und sein Pass wies ihn als Farmer aus.
Durch seine Arbeit legte Chennault den Grundstein für eine moderne Fliegerlogistik, die aus strategisch angelegten Flugfeldern und einem Alarmsystem gegen feindliche Anflüge bestand. Damit wurde in den späteren Jahren des Japanisch-Chinesischen Krieges der Einsatz von freiwilligen amerikanischen Fliegern vom freien China aus als zweite Front gegen Japan möglich. 296 Abschüsse japanischer Flugzeuge konnten diese „Flying Tigers“ von China aus erreichen.

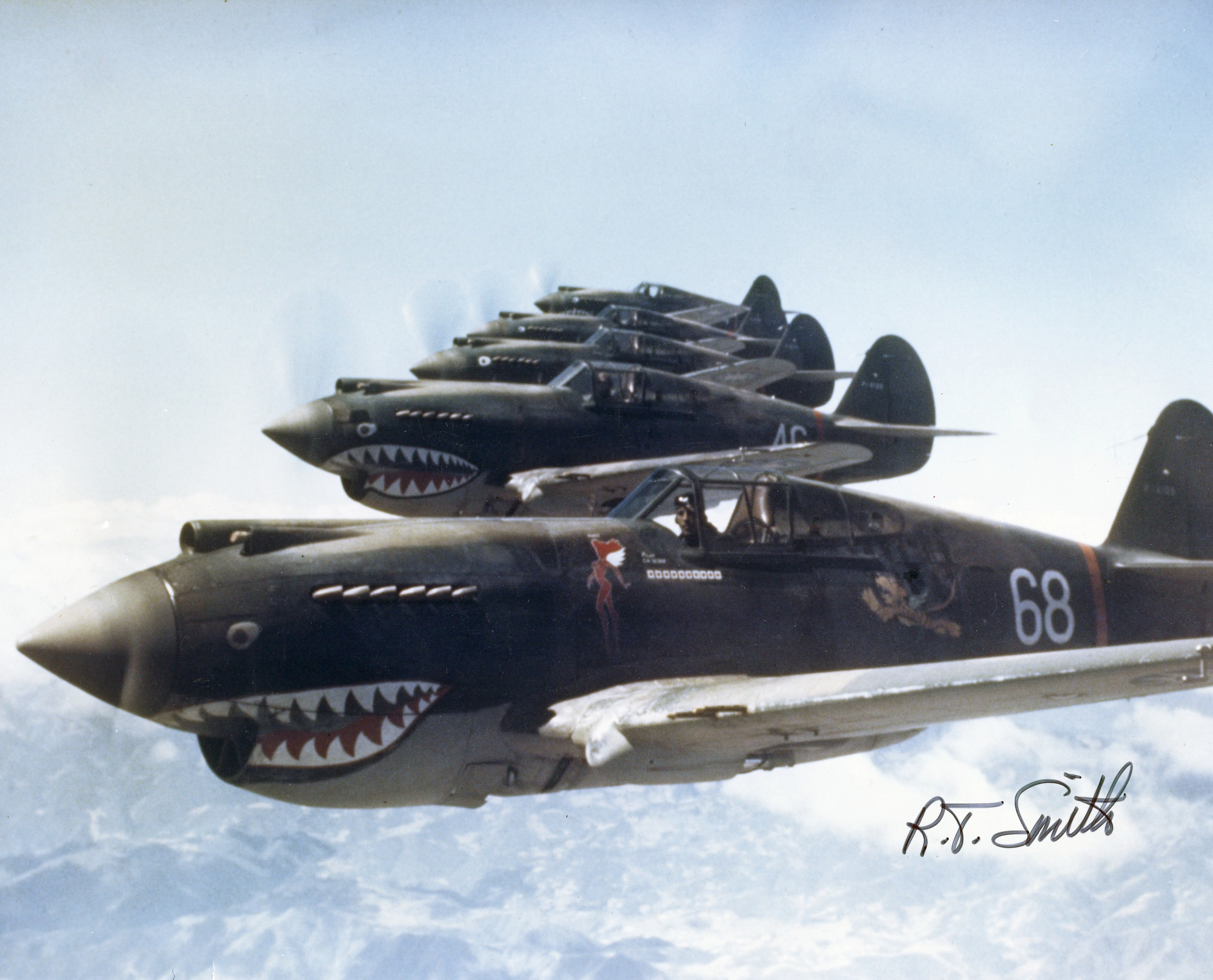
P-40 der Staffel „Hells Angels“ am 28. Mai 1942 in der Nähe der chinesisch-burmesischen Grenze.

Als 1939 die Japaner mit schweren Bombardierungen der chinesischen Industrie ohne Rücksicht auf Verluste in der Zivilbevölkerung begannen, ging Chennault in die USA zurück und bat dort um die Unterstützung mit Flugzeugen und Freiwilligen, die die Speerspitze der neuen chinesischen Luftverteidigung bilden sollten. Seine erweiterten Pläne sahen den Ausbau der Flugfelder und Logistik auch für den Angriff auf die japanischen Inseln vor. Doch zu der Zeit fanden sich keine Unterstützer seiner Pläne.
Selbst als der Pazifikkrieg zwischen Japan und den USA Ende 1941 ausbrach, konnte sich niemand für den Standort China als Stützpunkt einer amerikanischen Einheit begeistern. Erst nach der Trident-Konferenz im Jahr 1943 unterstützten der amerikanische Präsident Roosevelt und der britische Premierminister Churchill seine Pläne.
Der einzige Erfolg der Reise war die Anwerbung von Freiwilligen und Kampfflugzeugen für die amerikanische Freiwilligenstaffel. Die Flugzeuge kamen von Burdette Wright, dem damaligen Vizepräsidenten von Curtiss-Wright, der mit Chennault befreundet war. Die Briten hatten 100 Curtiss P-40 einer französischen Bestellung nach dem Fall Frankreichs übernommen und die Order kurzfristig zurückgestellt. So konnten die Maschinen nach China geliefert werden.

### Einsatz
Anders als in Europa war die P-40 in China in ihren Flugleistungen den gegnerischen Jägern überlegen, und die Flying Tigers konnten mit der P-40 die von den Japanern vorwiegend eingesetzten Jägertypen Ki-27 und Nakajima Ki-43 Hayabusa erfolgreich bekämpfen.
Um die Maschinen zu fliegen und am Boden zu warten, war jedoch entsprechendes Personal nötig. Das US-Militär stand dem Freiwilligeneinsatz in China absolut ablehnend gegenüber. Trotz Unterredungen mit General Arnold von der Army und Konteradmiral Towers von der Navy bedurfte es einer direkten persönlichen Intervention von Präsident Roosevelt, der am 15. April 1941 einen Geheimbefehl unterschrieb, der es Reserveoffizieren erlaubte, das Militär zu verlassen und als Freiwillige nach China zu gehen. Auch eine eventuelle Rückkehr war geregelt.
Schon am 10. Juli verließ das niederländische Schiff „Jaegersfontaine“ den Hafen von San Francisco mit den ersten freiwilligen Piloten und Servicepersonal an Bord. Sie waren unter die anderen Passagiere gemischt und mit falschen Papieren ausgestattet, die die Männer und Frauen als Missionare, Kaufleute, Dichter oder sogar Zirkuskünstler auswiesen.
Insgesamt rekrutierte Chennault 200 Mann Bodenpersonal und 100 Piloten, 40 vom US Army Air Corps und 60 von den US Marines und der US Navy. Das Personal war offiziell bei der Central Aircraft Manufacturing Company angestellt, einer anderen, ähnlichen Gruppierung. Jedoch waren nie mehr als 62 Piloten und Maschinen zum selben Zeitpunkt einsatzfähig.
Das Training der Piloten auf den Curtiss P-40 fand in Toungoo, Burma statt. Da gerade viele Piloten den China-Kontrakt unterschrieben hatten, aber relativ wenig Einsätze aufweisen konnten, kam es zu Beginn zu einigen Unfällen und Abstürzen, von denen aber keiner Todesopfer forderte.
Durch einen abgeschlossenen Wartungsvertrag mit Curtiss konnten auch die Maschinen wieder flugtauglich gemacht werden. Dieser Vertrag beinhaltete eine Zusatzklausel, die den Tigers eine 500-$-Abschussprämie für jedes japanische Flugzeug zusprach. Die Klausel war den Piloten aber nicht bekannt gegeben worden und so kursierte nur ein Gerücht unter den Männern, dass die Chinesen für jeden abgeschossenen Japaner 500 US-$ zahlen würden.
Während alle drei Staffeln (Squadrons) von Burma aus aufgestellt wurden, wurden bald zwei davon nach Kunming in China verlegt. Die dritte war nahe Mingaladon bei Rangun stationiert. Diese Aufstellung änderte sich später mehrfach.
Am 20. Dezember 1941, also knapp zwei Wochen nach der offiziellen Kriegserklärung der USA an Japan, kam es zu dem ersten Kampfeinsatz, bei dem drei japanische Bomber bei Kunming abgeschossen und ein weiterer schwer beschädigt wurde. Zwischen dem 23. und dem 25. Dezember verteidigte die dritte Staffel Rangun mit 18 Maschinen, wobei sie nach eigenen Angaben 90 japanische Flugzeuge, die meisten davon zweimotorige Bomber, abschoss. Nachdem Rangun gefallen war, wurde die dritte Staffel ebenfalls nach China verlegt.

### Demobilisierung
Die Pläne für eine Bombergruppe und eine weitere Jägereinheit wurden nach dem japanischen Angriff auf Pearl Harbor fallen gelassen, da die USA nun offiziell in den Krieg eingetreten waren. Die bisher „halbmilitärischen“ Strukturen der Jagd- und Transportstaffeln wurden der neu geschaffenen 10th Air Force unter Clayton Lawerence Bisel unterstellt und den Oberbefehl für den Großraum Indien/Burma/China übernahm General Joseph Stilwell. 1942 wurde die zunächst „privat“ organisierte, durch chinesische und amerikanische Mittel finanzierte Staffeln nach und nach dem amerikanischen Militär (USAAF) unterstellt.
Von den gegen die Japaner erfolgreichen Jägern wurde nun zunehmend Luftbodenunterstützung verlangt. Dies war eine Aufgabe, die technisch gesehen, aufgrund der Leistungsdaten der Flugzeuge, der Bewaffnung, Reichweite und der eher schwachen Panzerung wenig Sinn ergab und ein hohes Risiko für die Piloten darstellte. Zeitgleich wurde Chennaults Befehlsgewalt durch neue, unerfahrene Vorgesetzte eingeschränkt, auch sollte die eher „zivile“ Lebensweise der Piloten beschränkt werden.
Da die Piloten zivile Verträge hatten und noch nicht an die militärische Disziplin und Hierarchie gebunden waren, forderten sie in einer Resolution gemeinschaftlich die weitere Befehlsgewalt Chennaults sowie ihren Einsatz als Jagdstaffel. Alle Piloten erhielten ein Angebot der Übernahme in die United States Army Air Forces, was aber von diesen überwiegend abgelehnt wurde. Dies rührte nicht zuletzt daher, dass die meisten Piloten von der US Navy und dem US Marine Corps kamen und wenig Neigung verspürten, in die US Army einzutreten.
Chenault selbst konnte einen fließenden Übergang in die normalen Kommandostrukturen bei Bisell und Stilwell erreichen, wobei ihm die Führung der eigens hierfür gegründeten 14th AF im Range eines General angetragen wurde.

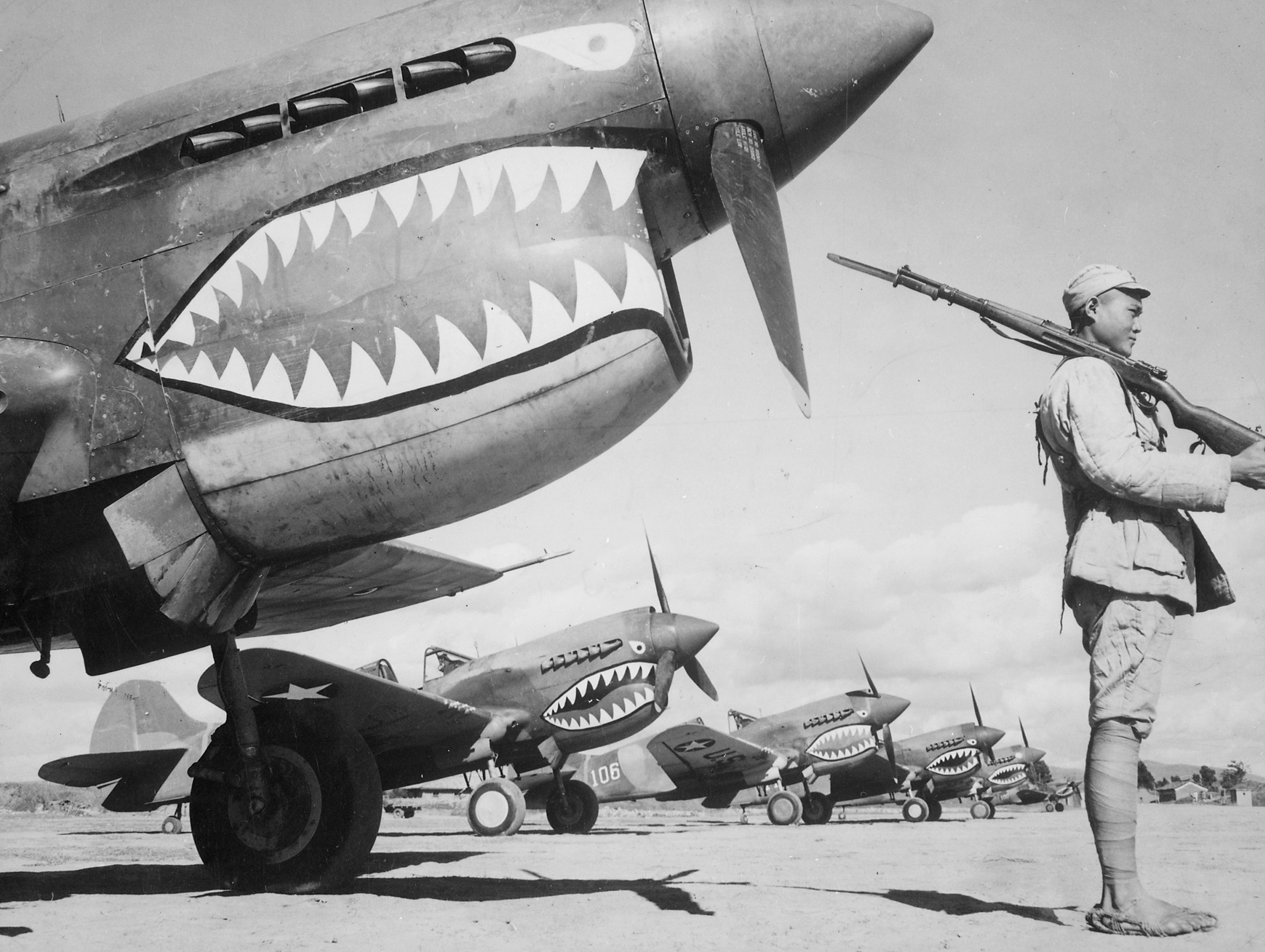
P-40E der 75th Fighter Squadron, 23rd Fighter Group in Hengyang, Juli 1942. Die Maschinen gehörten vorher zur 2nd Pursuit Squadron der AVG.

Am 4. Juli 1942 wurde die AVG aufgelöst, aus den Flying Tigers entstand daraufhin die reguläre 23rd Fighter Group. Die 1st Pursuit Squadron wurde zur neuen 74th, aus der zweiten und dritten Staffel entstanden die 75th und 76th Fighter Squadron. Die 23rd FG übernahm von der AVG 28 Tomahawks (18 davon flugbereit), 18 Kittyhawks (17 flugbereit) und 11 Republic P-43 Lancer, die ganz am Ende der Dienstzeit der AVG noch von der chinesischen Luftwaffe ausgeliehen worden waren.

### Piloten
Einer der bekanntesten Piloten der Flying Tigers war Greg „Pappy“ Boyington, der zum USMC zurückkehrte und die bekannte Jagdstaffel VMF-214 „Black Sheep“, die „schwarzen Schafe“, im Pazifik leitete. Er erzielte 26 Abschüsse, bevor er nach einem Absturz in Kriegsgefangenschaft geriet.

Chennault blieb bis zum Kriegsende bei der Armee und organisierte im Nachkriegs-China die CAT (Civil Air Transport), einen Vorläufer der Air America.
Der deutsch-amerikanische Pilot Gerhard Neumann („Herman the German“) wurde später ein bekannter und erfolgreicher Triebwerksentwickler.

## Organisation
Die Flying Tigers bestanden aus drei Staffeln („Squadrons“):
- 1st Pursuit Squadron „Adam & Eves“ (Rumpfnummern von 1 bis 33)
- 2nd Pursuit Squadron „Panda Bears“ (34 bis 67)
- 3rd Pursuit Squadron „Hells Angels“ (68 bis 99)[3]

Die Zuordnung der taktischen Markierungen zu den einzelnen Staffeln war jedoch nur in den ersten drei Monaten derart eindeutig, später wurden die Maschinen zum Ausgleich von Verlusten kurzfristig zwischen den Staffeln ausgetauscht.

## Ausrüstung
Alle drei Staffeln waren anfangs mit Curtiss Hawk 81A-2 ausgerüstet, die bei der Royal Air Force als Tomahawk IIB bezeichnet wurden. Die Tomahawks hatten keine US Army Bezeichnung, wurden aber von den Piloten als P-40 angesprochen. 1942 fanden sich im Bestand der AVG auch einige P-40E Kittyhawk.
Daneben gab es noch die für den Flugbetrieb notwendigen Transportflugzeuge der Luftbrücke →(The Hump)
Im zivilen Leben wie im Einsatz unkonventionell, waren sie doch in die koloniale und chinesische Gesellschaft im weitesten Sinne integriert. Man gab sich leger, Uniformen waren keine Pflicht. Die Piloten trugen einen Blood Chit mit chinesischer Beschriftung auf ihrem Rücken, um die Verständigung und Rettung nach einem Absturz zu erleichtern.

## Filmische Rezeption
- The Story of the Flying Tigers, DVD, Fei Hun Films, 1999[5]
- Unternehmen Tigersprung (The Flying Tigers) (1942), DVD, Republic Studios, Regie: David Miller, Darsteller: John Wayne, John Carroll u. a.[6]
- Dogfight Doku-Serie von History Channel